# Der Sizilianer (1987)
Der Sizilianer ist ein US-amerikanischer Film des Regisseurs Michael Cimino aus dem Jahr 1987. Das Drehbuch entstand auf der Grundlage des gleichnamigen Romans von Mario Puzo, der das Leben des sizilianischen Briganten (Räubers) Salvatore Giuliano schildert.

## Handlung
Gegen Ende des Zweiten Weltkriegs  lebt in den Bergen Siziliens ein Gesetzloser namens Salvatore Giuliano, der mit seiner Bande die Reichen beraubt, das erbeutete Geld unter den Armen verteilt und für die Unabhängigkeit Siziliens kämpft. Er setzt sich auch für den Anschluss Siziliens (als weiterer Bundesstaat) an die USA ein. 
Giuliano und seine Bande halten sich an einen strengen Ehrenkodex und sind bei der Bevölkerung anerkannt. Er stellt sich der unheiligen Allianz zwischen Politik, Mafia und Kirche entgegen, wobei er vom Mafioso Don Masino Croce in gewisser Weise gedeckt wird.
Seine wachsende Beliebtheit in der Bevölkerung, die ihn als Robin Hood Siziliens verehrt, führt jedoch bei Giuliano zur Selbstüberschätzung. Als seine Macht zu weit geht, beschließt die Mafia, ihn zu beseitigen. Giuliano wird schließlich von einem engen Vertrauten, Gaspare Pisciotta, genannt Aspanu, verraten und während einer Bootsfahrt erschossen.

## Kritik
„Ein filmisches Epos voller faszinierender Tableaus, aber mit Schwächen in der Inszenierung und der Charakterzeichnung. Trotzdem bietet der Film aufregendes, intelligentes Kino.“

„Das ist zugegeben opulentes Kino, fast episch, exzellentes story telling und eine Regie, die sich in ihrer verhaltenen Selbstverliebtheit auch vor dem Kitsch nicht scheut: eine wunderschöne Räuberballade.“